# 秋浦河路站
秋浦河路站位于中华人民共和国安徽省合肥市包河区马鞍山路与青年路交叉口地下，是合肥轨道交通1号线的地铁车站。

## 出入口
| 编号     | 位置         | 标志性建筑物 | 公交信息           |
| -------- | ------------ | ------------ | ------------------ |
| 出口 · A | 马鞍山路东侧 | 和地广场     | 无                 |
| 出口 · B | 马鞍山路东侧 | 万振城市广场 | 99路、902路、138路 |
| 出口 · C | 马鞍山路西侧 | 无           | 无                 |
| 出口 · D | 马鞍山路西侧 | 铂金汉宫     | 51路、99路         |

## 车站结构
秋浦河路站沿马鞍山路南北方向布置，为地下两层岛式站台。

## 工程建设
秋浦河路站于2009年12月12日开工建设，与合肥南北高架一号线同期施工。2011年初，秋浦河路站主体结构完成。